# Rhonda Smith
Rhonda Yvonne Smith, coniugata Banchero (Seattle, 1º maggio 1973), è un'ex cestista statunitense, professionista nella ABL e nella WNBA.

## Biografia
Smith è sposata con Mario Banchero, da cui ha avuto il figlio Paolo, anch'egli un cestista.

## Carriera
È stata selezionata dalle Sacramento Monarchs al terzo giro del Draft WNBA 2000 (46ª scelta assoluta).
Con gli Stati Uniti ha disputato i Campionati americani del 1997.